# Maroons de Winnipeg
Les Maroons de Winnipeg sont une franchise professionnelle de hockey sur glace ayant évolué dans la Central Hockey League puis l'Association américaine de hockey.

## Histoire
Les Maroons sont créés en 1925 dans une nouvelle ligue amateur, la Central Hockey League. L'équipe termine cette première saison à la quatrième place de la ligue qui comporte six équipes. Avec 21 buts et 26 points, Art Somers termine meilleur buteur et troisième pointeur de la ligue. La saison suivante, la CHL devient une ligue professionnelle et change de nom pour s'appeler Association américaine de hockey ; l'équipe devient alors, elle aussi, professionnelle et est une des six équipes qui entame cette première saison de l'AHA. Cette première saison professionnelle est conclue par une troisième place pour l'équipe dirigée par Barney Stanley qui occupe le double poste de joueur et d'entraîneur. À titre individuel, avec 24 buts inscrits, c'est à nouveau un joueur des Maroons, Cecil Browne, qui termine meilleur buteur de la ligue ; il remporte également le classement des pointeurs avec 30 points marqués. En ce qui concerne les aides, les Maroons monopolisent aussi le classement avec les trois premières places occupées par Bill Borland, Art Somers et Bill Barnay.
Pour sa troisième saison d'existence, la réussite n'est pas au rendez-vous et malgré un changement d'entraîneur en cours d'année, Rosie Helmer remplaçant Fred Maxwell, et l'équipe termine bonne dernière de l'AHA avec seulement 11 victoires pour 22 défaites et 7 matchs nuls. Cette année décevante marque la dernière saison des Maroons qui sont dissous à l'issue.

## Résultats
| Saison    | Ligue | PJ | V  | D  | N | Pts | BP | BC | Classement |
| --------- | ----- | -- | -- | -- | - | --- | -- | -- | ---------- |
| 1925-1926 | CHL   | 38 | 14 | 15 | 9 | 37  | 76 | 82 | 4e place   |
| 1926-1927 | AHA   | 38 | 19 | 14 | 5 | 43  | 83 | 77 | 3e place   |
| 1927-1928 | AHA   | 40 | 11 | 22 | 7 | 28  | 68 | 93 | Derniers   |

## Joueurs
Pour les significations des abréviations, voir statistiques du hockey sur glace.

Trente-deux joueurs ont été membres des Maroons au cours des trois saisons d'existence de l'équipe, :

### Patineurs
| Nom                | PJ  | B  | A  | Pts | Pun |
| ------------------ | --- | -- | -- | --- | --- |
| Borland, Bill      | 105 | 19 | 20 | 39  | 249 |
| Brennan, Doug      | 33  | 4  | 0  | 4   | 18  |
| Browne, Cecil      | 60  | 32 | 8  | 40  | 124 |
| Campbell, Garnet   | 21  | 1  | 1  | 2   | 10  |
| Couture, Rosario   | 39  | 15 | 6  | 21  | 20  |
| Gottselig, Johnny  | 39  | 14 | 5  | 19  | 24  |
| Fridfinnson, Wally | 11  | 0  | 0  | 0   | 4   |
| Hughes, James      | 34  | 3  | 3  | 6   | 20  |
| Irving, Birge      | 33  | 3  | 2  | 5   | 8   |
| Johanneson, Konnie | 35  | 5  | 1  | 6   | 61  |
| Kelly, Jack        | 31  | 4  | 1  | 5   | 4   |
| Loughlin, Wilf     | 3   | 0  | 0  | 0   | 0   |
| McGowan, Everett   | 1   | 0  | 0  | 0   | 0   |
| McMunn, Harold     | 23  | 2  | 2  | 4   | 4   |
| Munro, Gerald      | 20  | 2  | 2  | 4   | 24  |
| Murdoch, Murray    | 34  | 9  | 2  | 11  | 12  |
| O'Meara, Cliff     | 108 | 24 | 6  | 30  | 116 |
| Phillips Merlyn    | 10  | 1  | 0  | 1   | 8   |
| Redpath Oliver     | 56  | 7  | 1  | 8   | 63  |
| Runge, Herm        | 93  | 8  | 4  | 12  | 122 |
| Sanderson, J.      | 37  | 6  | 2  | 8   | 2   |
| Sheppard, Frank    | 29  | 0  | 0  | 0   | 2   |
| Somers, Art        | 108 | 40 | 20 | 60  | 205 |
| Speirs, Pete       | 13  | 1  | 2  | 3   | 16  |
| Stanley, Barney    | 35  | 8  | 8  | 16  | 78  |
| Thorsteinson, Joe  | 47  | 8  | 2  | 10  | 75  |
| Townsend, Art      | 38  | 6  | 2  | 8   | 93  |
| Turvey, Ward       | 10  | 0  | 1  | 1   | 6   |
| Wasnie, Nick       | 52  | 14 | 4  | 18  | 68  |
| Woodall, Frank     | 9   | 1  | 0  | 1   | 4   |

### Gardiens

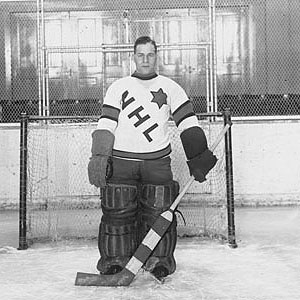
Chuck Gardiner qui a débuté avec les Maroons est membre du temple de la renommée du hockey.

.
| Nom                        | PJ | V | D | N | Bl | Moy |
| -------------------------- | -- | - | - | - | -- | --- |
| Charlie « Chuck » Gardiner | 74 |   |   |   |    |     |
| Sam Timmins                | 40 |   |   |   |    |     |